# 水分 (千早赤阪村)
水分（すいぶん）は、大阪府南河内郡千早赤阪村にある地名。2025年現在の行政地名は大字水分。

## 地理
千早赤阪村の北部に位置する。西は二河原辺・桐山、北は森屋・川野辺、河南町芹生谷・上河内・弘川・平石、南は千早、奈良県御所市高天、東は御所市櫛羅・楢原・関屋に接する。

### 山岳
- 葛城山

### 河川
- 千早川
- 水越川

## 歴史

### 沿革
- 江戸期 - 河内国石川郡に水分村が所在。享保17年（1732年）から常陸下館藩石川氏領。
- 1871年（明治4年）、堺県の所属となる。
- 1881年（明治14年）、大阪府の所属となる。
- 1889年（明治22年）、町村制の施行により、赤阪村の大字となる[5]。
- 1896年（明治29年）、郡の統廃合により、南河内郡の所属となる。
- 1956年（昭和31年）、赤阪村が千早村と合併。新設の千早赤阪村の一部となる。

## 世帯数と人口
2020年（令和2年）10月1日現在の世帯数と人口は以下の通りである。
| 大字     | 世帯数  | 人口  |
| -------- | ------- | ----- |
| 大字水分 | 224世帯 | 574人 |

### 人口の変遷
国勢調査による人口の推移。
| 1995年（平成7年）  | 911人 | [ 6 ]  |  |
| 2000年（平成12年） | 834人 | [ 7 ]  |  |
| 2005年（平成17年） | 777人 | [ 8 ]  |  |
| 2010年（平成22年） | 701人 | [ 9 ]  |  |
| 2015年（平成27年） | 582人 | [ 10 ] |  |
| 2020年（令和2年）  | 574人 | [ 11 ] |  |

### 世帯数の変遷
国勢調査による世帯数の推移。
| 1995年（平成7年）  | 240世帯 | [ 6 ]  |  |
| 2000年（平成12年） | 243世帯 | [ 7 ]  |  |
| 2005年（平成17年） | 254世帯 | [ 8 ]  |  |
| 2010年（平成22年） | 235世帯 | [ 9 ]  |  |
| 2015年（平成27年） | 245世帯 | [ 10 ] |  |
| 2020年（令和2年）  | 224世帯 | [ 11 ] |  |

## 学区
村立小・中学校に通う場合、学区は以下の通りとなる。
| 番地等 | 小学校                 | 中学校             |
| ------ | ---------------------- | ------------------ |
| 全域   | 千早赤阪村立赤阪小学校 | 千早赤阪村立中学校 |

## 事業所
2021年（令和3年）現在の経済センサス調査による事業所数と従業員数は以下の通りである。
| 大字     | 事業所数 | 従業員数 |
| -------- | -------- | -------- |
| 大字水分 | 48事業所 | 607人    |

## 交通

### バス
2025年6月現在
- 金剛ふるさとバス[14]
白木線：北水分 - 水分 - 東水分
千早線：千早赤阪村役場

### 道路
- 国道309号
- 大阪府道27号柏原駒ヶ谷千早赤阪線

## 施設
- 千早赤阪村役場
- 千早赤阪村役場内簡易郵便局
- 富田林警察署 赤阪駐在所
- 千早赤阪村くすのきホール
- 千早赤阪村立郷土資料館
- 千早赤阪村立赤阪小学校
- 千早赤阪村立こごせ幼稚園
- グロワールゴルフ倶楽部
- 建水分神社
- 赤阪城跡

## 郵便
- 郵便番号：585-0041[3]（集配局：河南郵便局[15]）。

## ギャラリー

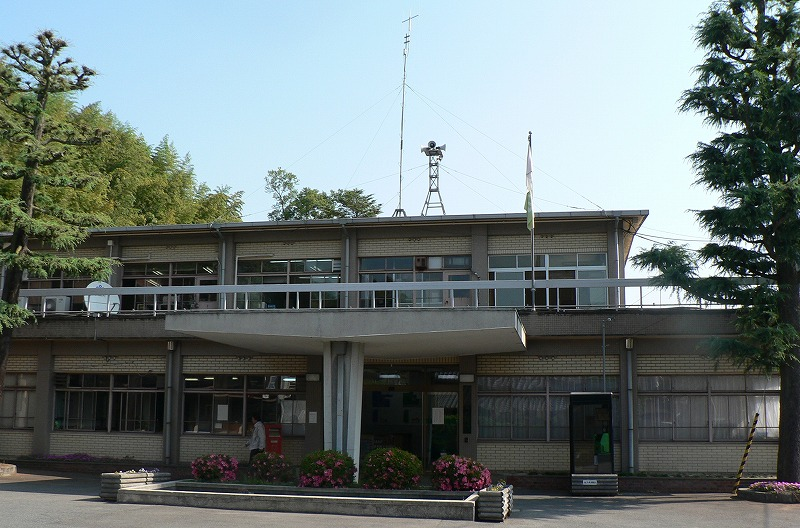
千早赤阪村役場
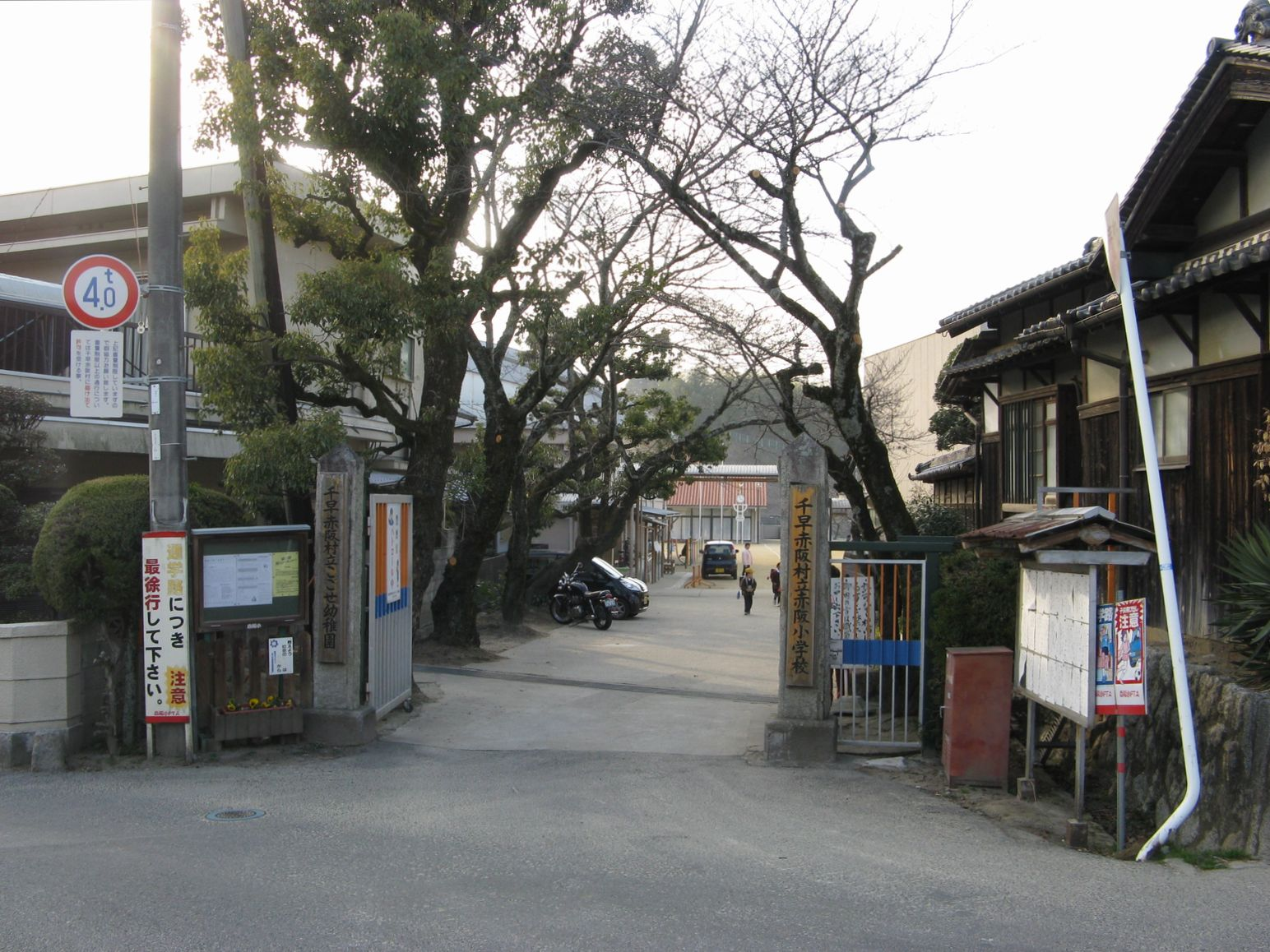
千早赤阪村立赤阪小学校
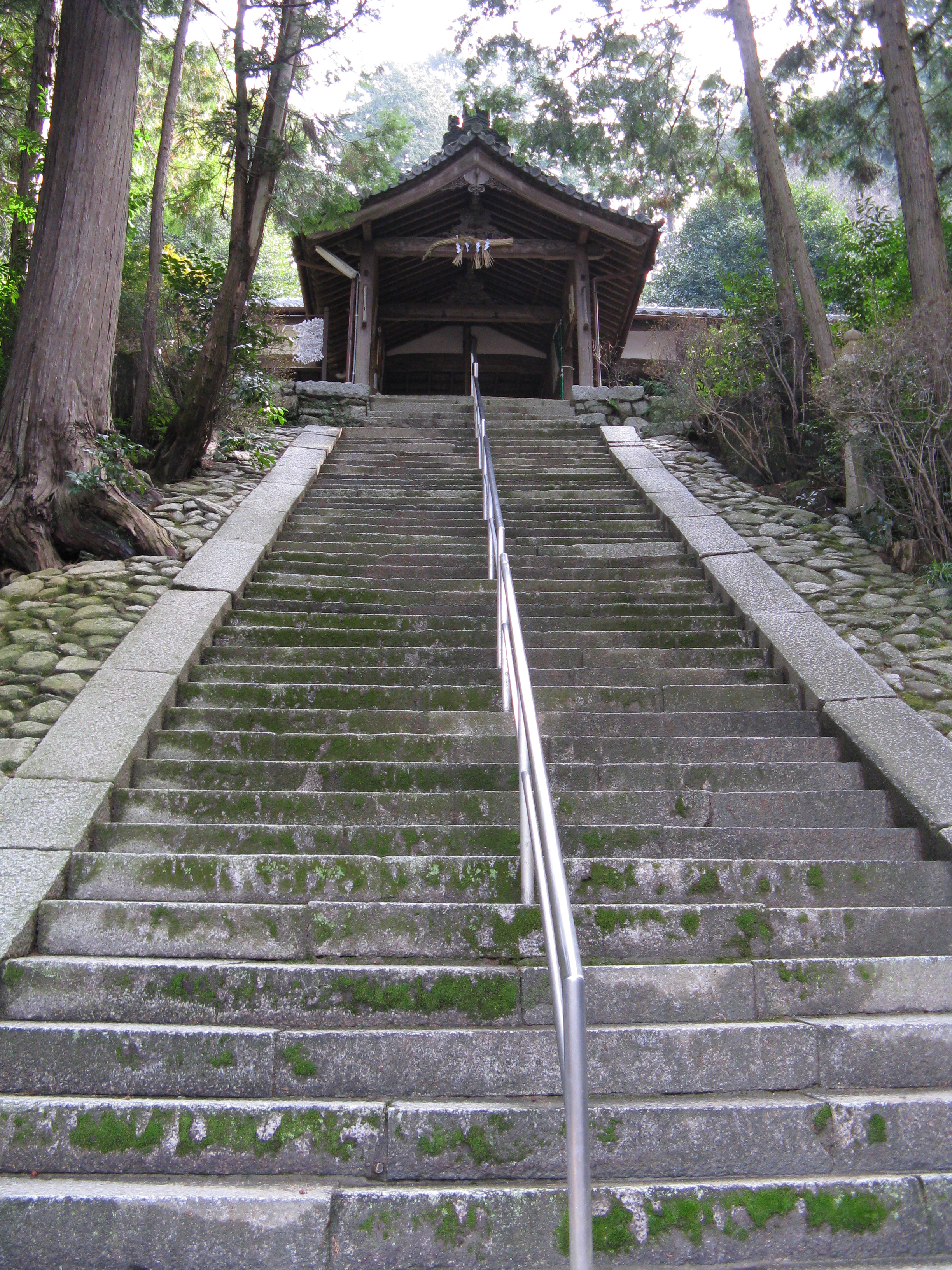
建水分神社